# Thomas Fallon

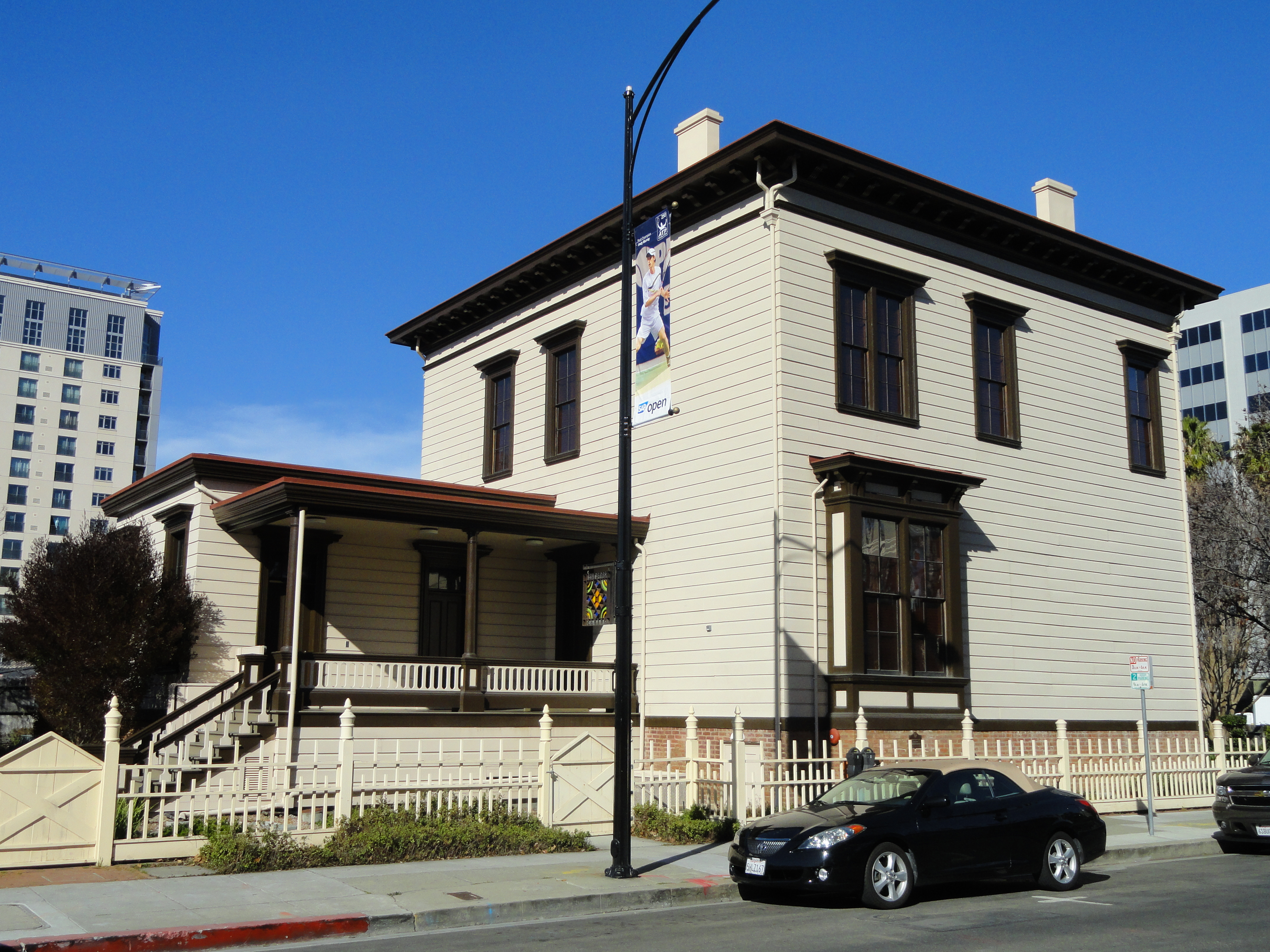
La maison de Thomas Fallon, datée de 1855, à San José (Californie)

Thomas Fallon (1825-1885), né en Irlande et élevé au Canada, était un homme d'affaires et un homme politique américain, dixième maire de San José en 1859. 